# Викимедиа Украина
Общественная организация «Викимедиа Украина» (укр. Громадська організація "Вікiмедіа Украïна) — некоммерческая организация, содействующая распространению энциклопедических знаний. «Викимедиа Украина» — юридически самостоятельная организация, созданная для содействия на территории Украины развитию проектов, связанных с созданием и распространением свободной для использования энциклопедической, образовательной и иной информации, отражающей знания, накопленные человечеством.
Ведущий проект организации свободная интернет-энциклопедия «Википедия», украиноязычный раздел которой один из основных объектов деятельности «Викимедиа Украина».
По состоянию на апрель 2024 года в организации 74 члена.

## История

### 2009
26 февраля 2009 при подготовке викивстречи Юрий Пероганич предложил создать на Украине отделение «Фонда Викимедиа». Во время встречи, состоявшейся 1 марта 2009, идею активно поддержал Андрей Бондаренко, в то время администратор украинского раздела Википедии. За несколько дней, 9 марта Юрий Пероганич предложил проект Устава, к обсуждению которого активно подключились Андрей Бондаренко, Анатолий Гончаров, Николай Козленко, Андрей Макуха, пользователи Kamelot, Dim Grits и другие.
- 15 марта — начата работа над переводом проекта Устава на английский язык.
- 4 апреля — опубликована для обсуждения страница «Запросы грантов».
- 6 апреля — завершён перевод проекта Устава на английский (благодаря Льву Курдидику) и передан текст проекта для одобрения в Chapters committee. Chapters committee начал рассмотрение Устава.
- 10 апреля — создан список рассылки Wikimedia UA.

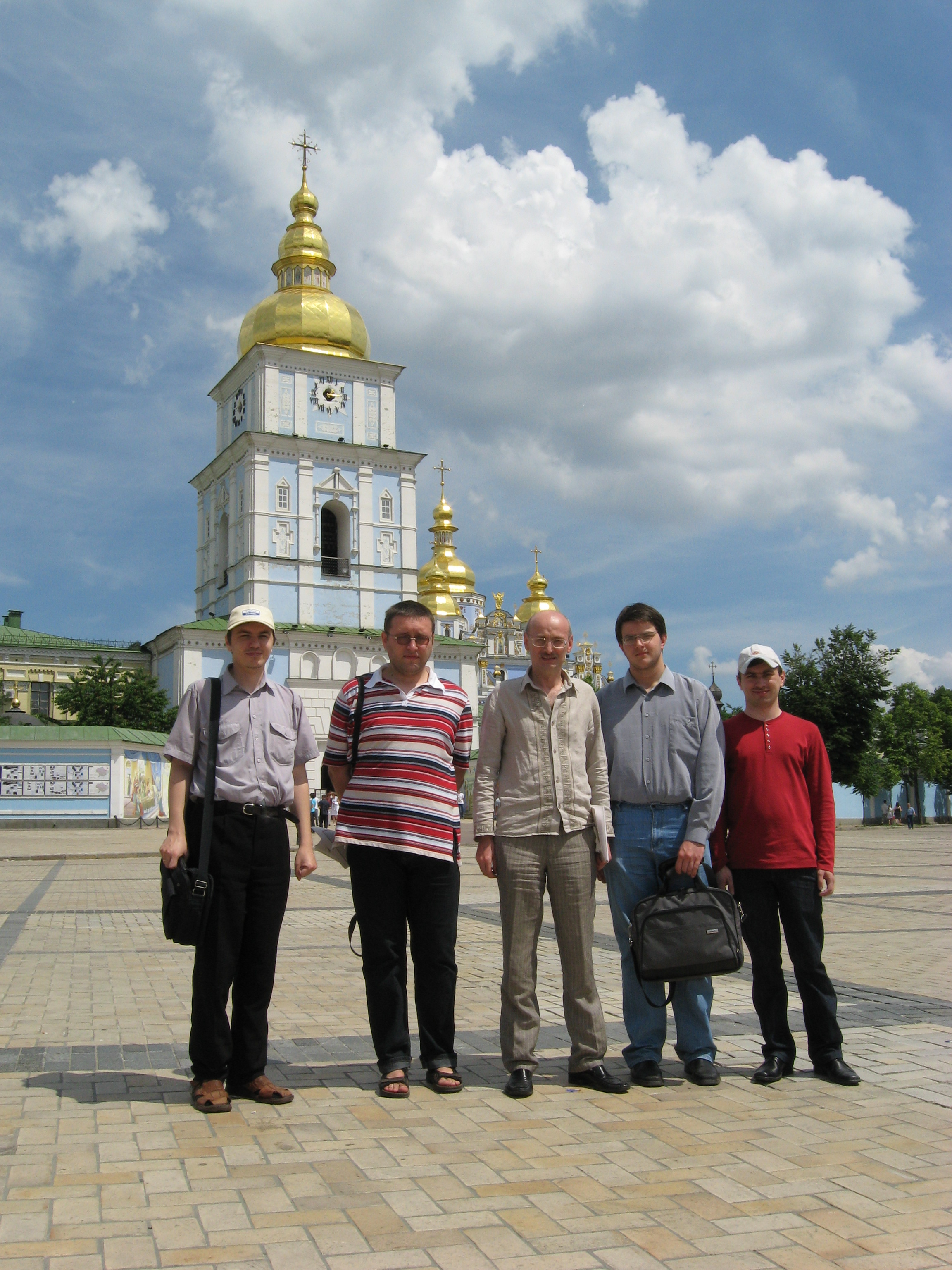
Участники установочной встречи «Вікімедіа Україна», 31 мая 2009

- 31 мая — в рамках 20-й викивстречи в Киеве создана ОО «Викимедиа Украина» — проведено Учредительное собрание (утверждён Устав) и одновременно избрано Правление, председатель Правления, его заместители, исполнительный директор.[5]
- 28 июня — на 21-й викивстрече в Киеве в ОО «Викимедиа Украина» приняли 12 новых членов.[6]
- 29 июня — создана первая статья на сайте wikimedia.org.ua.
- 3 июля — ОО «Викимедиа Украина» официально признана «Фондом Викимедиа» в качестве регионального отделения.
- 13 июля — ОО «Викимедиа Украина» зарегистрирована Дарницким районным управлением юстиции в Киеве.
- 12 августа — создан сайт ua.wikimedia.org.
- 24 августа — создан редирект с сайта http://wikimedia.org.ua на http://ua.wikimedia.org.
- 15 сентября — получено свидетельство о государственной регистрации «Викимедиа Украина», в качестве юридического лица.
- 15 октября исполнительный директор организации Юрий Пероганич выступил во Львове на 4-й Международной научно-технической конференции «Компьютерные науки и информационные технологии CSIT-2009» с докладом «Формирование общественного авторитета вуза через онлайн-энциклопедию Википедия». Статья опубликована в Материалах 4-й Международной научно-технической конференции CSIT-2009. — М.: Издательство ЧП «Башня и К», 2009, — С. 31-33 ISBN 978-966-2191-09-7 (ошибоч.).

### 2010
- 31 декабря открыт официальный блог Викимедиа Украины по адресу wikimediaukraine.wordpress.com.
- Исполнительный директор «Викимедиа Украина» Юрий Пероганич прокомментировал в СМИ обращение министра образования и науки Украины Ивана Вакарчука в академического сообщества Украины с призывом писать статьи и привлекать к этому студентов старших курсов с целью «создания мощной украинской Википедии».[7][8]
- 8 апреля при содействии агентства «Media Brand» Викимедиа Украина провела пресс-конференцию по случаю преодоления украинской Википедией рубежа в 200 тысяч статей.[9][10][11]

### 2011
- 12 января проведена пресс-конференция посвященная 10-летию Википедии.[12] В пресс-конференции приняли участие[13][14]:
  - Андрей Бондаренко[укр.] — композитор, первый председатель правления общественной организации;
  - Виктор Гринченко — академик Национальной академии наук Украины;
  - Юрий Пероганич[укр.] — член правления и исполнительный директор общественной организации «Викимедиа Украина»;
  - Максим Стриха — учёный, общественный и политический деятель.
- 26 августа — стартовал проект «Викиэкспедиция»
- 17 сентября, Львов, проведена первая Викиконференция.

### 2012
- 27—28 апреля, Харьков, проведена вторая Викиконференция.
- С апреля WebMoney Украина получила статус официального платежного партнера «Викимедиа Украина». Теперь с помощью WebMoney можно оплатить пожертвования в пользу Wikipedia и других проектов Фонда Викимедиа.[15]
- В сентябре исполнительный директор «Викимедиа Украина» Юрий Пероганич назначен правлением Фонда «Викимедиа» одним из девяти членов комитета по распределению средств Фонда.[16]

### 2013
- 30 января при содействии члена правления организации Андрея Макухи малая планета Солнечной системы № 274301, открытая в Андрушевской астрономической обсерватории, получила название Википедия в честь онлайн-энциклопедии, которой занимается организация[17].
- 15 апреля — 15 мая по инициативе краеведа Евгения Букета впервые проведен фотоконкурс природно-заповедных территорий «Вики любит Землю»[18].
- 24 мая — состоялась викиэкспедиция в Чернобыльскую зону отчуждения.

### 2014
- 2 марта — при поддержке «Викимедиа Украина» опера Генри Пёрселла «Дидона и Эней» впервые прозвучала на украинском языке[19][20]

### Комментарии
1. ↑  uk:Обговорення Вікіпедії:Вікімедіа Україна/Проект Статуту